# Wladimir Iwanowitsch Semenez
Wladimir Iwanowitsch Semenez, auch Volodymyr Ivanovych Semenets, (russisch Владимир Иванович Семенец; * 9. Januar 1950 in Wolsk) ist ein ehemaliger sowjetischer Bahnradsportler und Olympiasieger.
1972 startete Wladimir Semenez bei den Olympischen Sommerspielen in München und errang im Tandemrennen  gemeinsam mit Igor Wassiljewitsch Zelowalnikow die Goldmedaille. Auch die nationale Meisterschaft der Sowjetunion im Tandemrennen gewannen beide in jenem Jahr.
In den folgenden Jahren gelangte Semenez viermal bei UCI-Bahn-Weltmeisterschaften im Tandemrennen auf das Podium: 1973 und 1974 wurde er Vize-Weltmeister (mit Wiktor Kopylow), 1976 Dritter (mit Anatolij Jablunowskyj) und 1977 nochmals mit Vize-Weltmeister (mit Alexander Woronin). Bei den Bahnradsport-Weltmeisterschaften 1970 kamen Stanislaw Moskwin, Wladimir Kusnezow, Wladimir Semenez und Wiktar Bykau in der Mannschaftsverfolgung auf den 3. Platz. 